# Conseil de Port Macquarie-Hastings
Pour les articles homonymes, voir Hastings.
Le conseil de Port Macquarie-Hastings (en anglais : Port Macquarie-Hastings Council) est une zone d'administration locale située dans l'État de Nouvelle-Galles du Sud en Australie, dont le siège est Port Macquarie.

## Géographie
La zone s'étend sur 3 687 km2 dans la région Mid North Coast, à l'est de la Nouvelle-Galles du Sud, et s'ouvre sur la mer de Tasman. Elle est arrosée par l'Hastings et traversée par la Pacific Highway, l'Oxley Highway et la North Coast railway.
Les principales aires urbaines sont les villes de Port Macquarie, Camden Haven, Kendall, Kew, Lake Cathie, Laurieton et Wauchope.

## Histoire
La municipalité d'Hastings est créée le 1er janvier 1981 par la fusion du district municipal de Port Macquarie et du comté d'Hastings (fondé en 1905). Le 13 juillet 2005, elle est rebaptisée du nom de conseil de Port Macquarie-Hastings.

## Démographie
| 2001   | 2006   | 2011   | 2016   | 2021   |
| ------ | ------ | ------ | ------ | ------ |
| 64 146 | 68 430 | 72 696 | 78 539 | 86 762 |

## Politique et administration
Le conseil municipal comprend neuf membres, dont le maire, élus pour un mandat de quatre ans. Lors des élections du 4 décembre 2021, huit indépendants et un vert ont été élus.
Entre 2008 et 2012, le conseil était suspendu à la suite de dépassements budgétaires énormes pour la construction d'un centre culturel et commercial qui n'a jamais vu le jour. Pendant cette période, la direction des affaires municipales était assurée par un administrateur.

### Liste des maires
| Période     | Période  | Identité    | Étiquette    | Qualité |
| ----------- | -------- | ----------- | ------------ | ------- |
| 4 août 2017 | en cours | Peta Pinson | Indépendante |         |

La zone est rattachée aux circonscriptions de Cowper et Lyne pour les élections fédérales et à celles d'Oxley et Port Macquarie pour les élections à l'Assemblée législative de Nouvelle-Galles du Sud.